# Rineda ampla
Rineda ampla är en insektsart som beskrevs av Delong 1984. Rineda ampla ingår i släktet Rineda och familjen dvärgstritar. Inga underarter finns listade i Catalogue of Life.